# Respect M.E.
Albums de Missy Elliott
The Cookbook
(2005) Iconology
(2019)
Respect M.E. est une compilation de la rappeuse américaine Missy Elliott, sortie en 2006.

## Liste des titres
| No  | Titre                                             | Album original         | Durée |
| --- | ------------------------------------------------- | ---------------------- | ----- |
| 1.  | Get Ur Freak On                                   | Miss E... So Addictive | 3:57  |
| 2.  | Lose Control (featuring Ciara et Fatman Scoop)    | The Cookbook           | 3:47  |
| 3.  | 4 My People (Basement Jaxx Remix)                 | Miss E... So Addictive | 3:32  |
| 4.  | We Run This                                       | The Cookbook           | 3:24  |
| 5.  | Work It                                           | Under Construction     | 4:24  |
| 6.  | Gossip Folks (featuring Ludacris)                 | Under Construction     | 3:57  |
| 7.  | One Minute Man (featuring Ludacris)               | Miss E... So Addictive | 4:13  |
| 8.  | I'm Really Hot                                    | This Is Not a Test!    | 3:31  |
| 9.  | Pass That Dutch                                   | This Is Not a Test!    | 3:41  |
| 10. | Beep Me 911 (featuring 702)                       | Supa Dupa Fly          | 4:58  |
| 11. | The Rain (Supa Dupa Fly)                          | Supa Dupa Fly          | 4:06  |
| 12. | All n My Grill (featuring Big Boi et Nicole Wray) | Da Real World          | 4:32  |
| 13. | Hit Em wit da Hee (featuring Lil' Kim)            | Supa Dupa Fly          | 4:20  |
| 14. | Hot Boyz (featuring Lil' Mo)                      | Da Real World          | 3:36  |
| 15. | Sock It 2 Me (featuring Da Brat)                  | Supa Dupa Fly          | 4:17  |
| 16. | She's a Bitch                                     | Da Real World          | 4:00  |
| 17. | Teary Eyed                                        | The Cookbook           | 3:40  |